# 2012年上海
|        | 上海历史 |
| 世紀： | 20世紀上海 \| 21世紀上海 \| 22世紀上海                                                                                     |
| 年代： | 1980年代上海 \| 1990年代上海 \| 2000年代上海 \| 2010年代上海 \| 2020年代上海 \| 2030年代上海 \| 2040年代上海               |
| 年份： | 2008年上海 \| 2009年上海 \| 2010年上海 \| 2011年上海 \| 2012年上海 \| 2013年上海 \| 2014年上海 \| 2015年上海 \| 2016年上海 |
| 紀年： | 壬辰年（龙年）、上海开埠169周年、上海设市85周年                                                                            |

## 主要官员

### 党委
- 市委书记：俞正声→韩正

### 人大
- 人大常委会主任：刘云耕

### 政府
- 市长：韩正→杨雄

### 法院
- 院长：应勇

### 检察院
- 检察长：陈旭

### （党）纪委
- 书记：董君舒→杨晓渡

### 政协
- 主席：冯国勤

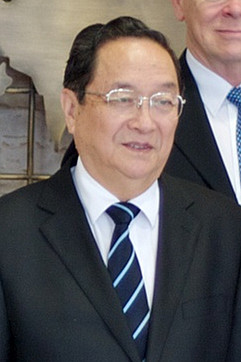
市委书记俞正声
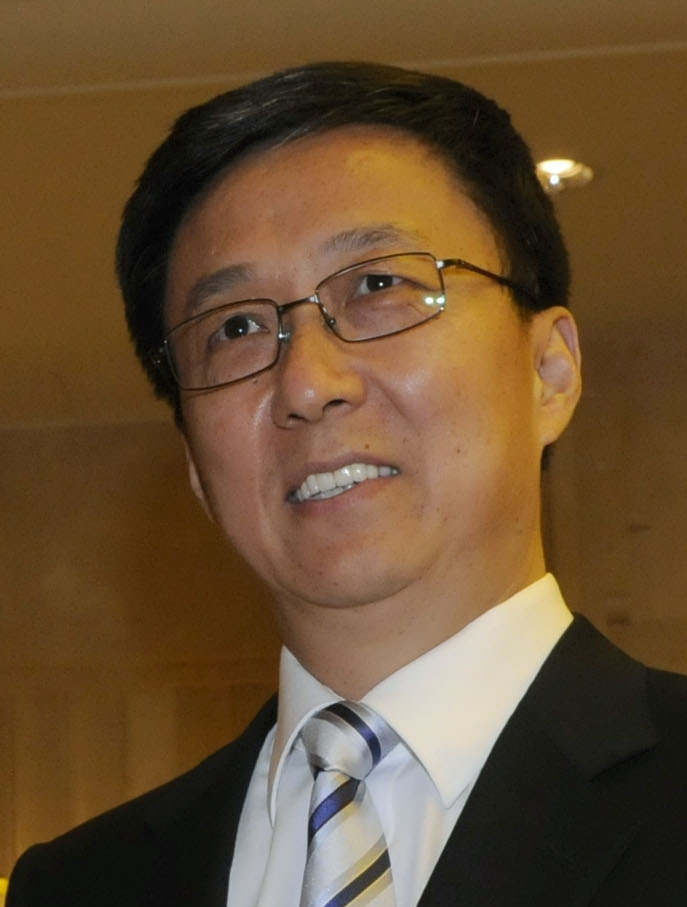
市长、市委书记韩正
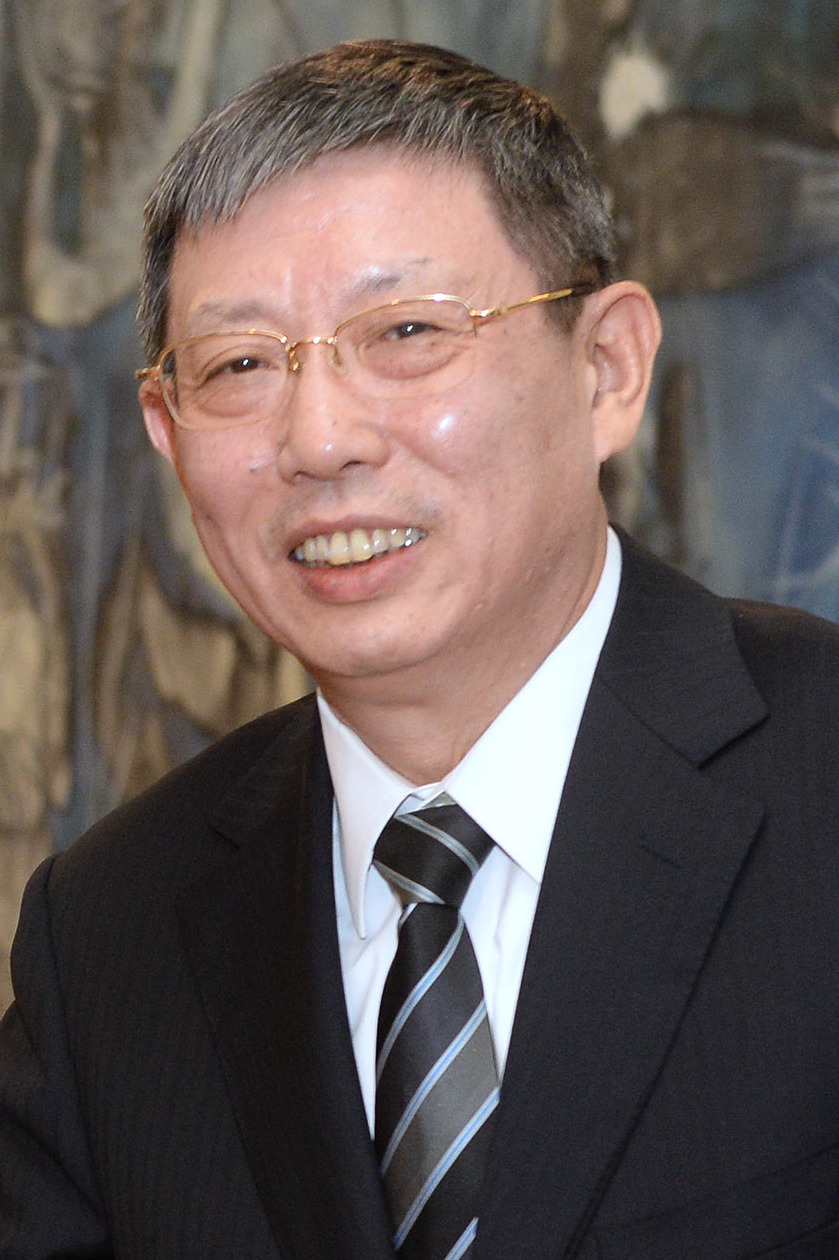
市长杨雄
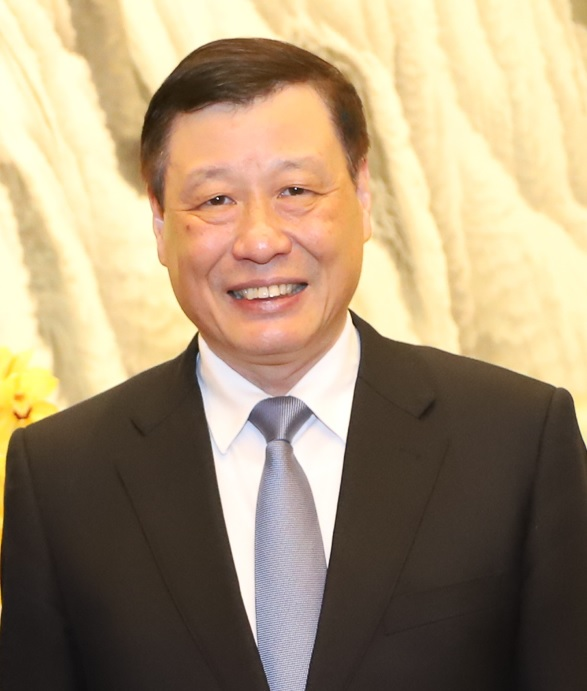
市高法院长应勇
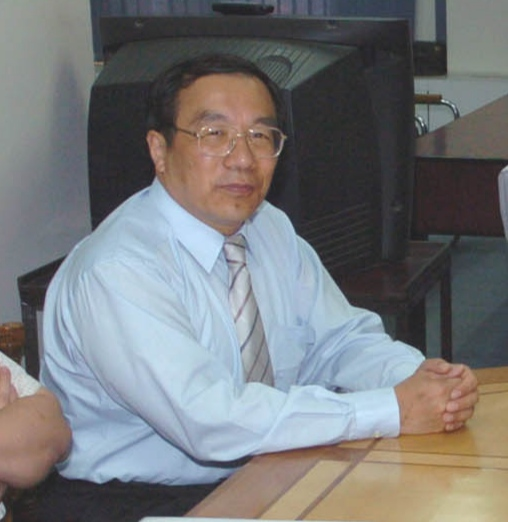
纪委书记杨晓渡

## 大事记
2013/1/30 16:50:50
1月
1日 即日起,《上海市建筑节能条例》《上海市户外广告设施管理办法》《上海市流动户外广告设置管理规定》《上海市道路指示牌管理规定》施行。
同日 即日起,市“镇保”领取养老金人员每人每月增加养老金90元；“农保”领取养老金人员人均月养老金增加45元左右。
6日 中国制造的第一套国产化率100%的百万千瓦级核电站堆内构件在上海第一机床厂有限公司完工。
同日 苏州河市中心城区段底泥疏浚工程全线启动。
同日 《海峡两岸经济合作框架协议》(ECFA)自1月1日正式实施后,上海首份ECFA原产地证书,由上海浦东出入境检验检疫局签发,获证企业产品总价值45999美元,所缴关税税率由上年的2.5%降为零,直接为企业减免进口关税1150美元,节省通关成本近万元。
8日 “蓝天下的至爱2011爱心全天大放送―大型慈善文艺晚会”在东视剧场举行。中共上海市委、市政府主要领导出席晚会并捐款。
同日 首台薄膜太阳能电池关键生产设备―等离子体增强型化学气相沉积设备在上海张江理想能源设备公司下线,打破薄膜太阳能电池设备市场国外厂商垄断局面。
同日 上海经贸商事调解中心成立。同时,沪港两地商事调解机构签署合作备忘录。
11日 2010年度上海市重点工程实事立功竞赛表彰大会在上海展览中心举行。5个优秀创新团队、10名杰出
物、10家金杯公司、10个金杯集体、177家 优 秀 公 司 、514个 优 秀 集 体 ,295名建设功臣、1066名记功个人、181名优秀组织者受表彰。
14日 2010年 度 国 家 科 学 技 术 奖励大会在北京举行。上海共有57个项目(人)获奖,占全国授奖总数的15.9%。
15―20日 中国人民政治协商会议上海市第十一届委员会第四次会议在上海世博中心举行。
16―21日 上海市第十三届人民代表大会第四次会议在上海世博中心举行。市长韩正作政府工作报告。
17日 第三届上海市“平安英雄”颁奖典礼在上海音乐厅举行。柏万青、葛海英、刘廷碧、陈云、康志坚、白玛龙珍、盛雷鸣、张浩、吴伟、钱林兵10人获奖。特设集体奖项,颁发给全市80万平安志愿者。
19日 上海临港燃气电厂一期工程1号机组完成试运行正式投产。
同日 上海首张行业能源管理体系认证证书由上海质量体系审核中心为上海日立电器股份有限公司颁发。
23日 上海辰山植物园展览温室竣工,辰山植物园向社会全面开放。
25日 上海市政府与华为技术公司云计算战略合作协议签署。上海云计算应用示范中心成立。
25―26日 塞浦路斯议会议长马里奥斯卡洛扬访问上海。
28日 即日起,按《上海市开展对部分个人住房征收房产税试点的暂行办法》,起征个人住房房产税。
同 日 上 海 首 个“区 域 医 疗 联 合体”―“瑞金―卢湾区域医疗联合体”试点启动。
31日 市政府办公厅印发《关于本市贯彻落实〈国务院办公厅关于进一步做好房地产市场调控工作有关问题的通知〉的实施意见》。
2月
11日 市政府“上海金融创新奖”首次颁发,沪深300股票指数期货、交通银行新一代手机银行等2010年度的37个创新项目受到表彰。
16日 上海市旅游产业发展大会召开。市委、市政府发布《关于加快上海旅游业发展,建设世界著名旅游城市的意见》。
21日 上海市居民家庭经济适用房申请购买全面铺开。
24日 《上海市依法行政状况报告(2004―2009)》发布。上海市首次以白皮书形式发布法治政府建设情况。
25日 上海公共外交协会举行成立大会。该协会由全市公共外交领域的111家企事业单位、社会团体和122名个人参与组成。
26日 中国医药工业研究总院在上海成立。
3月
1日 即日起,《上海市社会治安综合治理条例》施行。
1―5日 第二十一届中国华东进出口商品交易会在上海新国际博览中心举行。
2日 市政府发布上海市再次放宽经济适用住房申请准入标准。住房困难的大龄结婚家庭、青年职工等群体成为主要受益对象。
5日 根据财政部、文化部联合下发的《关于推进全国美术馆、公共图书馆、文化馆(站)免费开放工作的意见》,上海美术馆向社会免费开放。13日 农业部与上海市政府《共同推进农业现代化建设合作备忘录》签署。
21日 上海张江高新技术产业开发区领导小组会议发布:国务院正式批复同意张江高新技术产业开发区建设国家自主创新示范区。
24日 铅期货合约正式在上海期货交易所挂牌上市。
27日 宝钢朗泽中科院尾气制乙醇示范工程在上海奠基,启动实施300吨乙醇示范工厂项目。
28日 美国纽约大学与华东师范大学合办的独立法人大学―上海纽约大学在陆家嘴金融贸易区启动建设。
4月
1日 即日起,上海市城镇居民最低生活保障标准上调12%,农村居民最低生活保障标准上调20%。月最低工资标准从1120元调整到1280元,失业保险金最高标准上调至每月730元；小时最低工资标准从9元调整到11元。城镇职工基本医疗保险统筹基金最高支付限额从7万元提高到28万元。上调工伤人员待遇标准和因工死亡人员供养亲属抚恤金标准。
同日 即日起,新修订的《上海市住宅物业管理规定》施行。
6日 徐汇、长宁、普陀、虹口、杨浦、卢湾区首批7家公共租赁住房运营机构成立。
7日 国际贸易技术服务中心、有色金属类大宗商品集散平台、融资租赁特别功能区、空运货物服务中心四大服务平台在上海综合保税区同时启动运作。
7―11日 中宣部、国家发展改革委、新华社主办,上海市委宣传部、市发展改革委、新华社上海分社承办的《辉煌“十一五”》大型图片展上海巡展在上海图书馆举办。
8日 上海迪士尼度假区开工建设。上海迪士尼度假区一期项目占地约3.9平方公里,包括迪士尼主题乐园、主题化酒店、零售、餐饮、娱乐、停车场等配套设施,及中心湖泊、围场河和交通枢纽等公共设施。
同日 苏浙沪两省一市教育行政部门在上海签署“长三角地区高校学分互认”等7项协议,扩大区域内高等教育资源开放互通程度。
同日 第二十一届上海白玉兰戏剧表演艺术奖设的主角奖、配角奖、新人主角奖、新人配角奖和集体奖揭晓。
10―22日 中共中央政治局委员、上海市委书记俞正声率上海市代表团访问英国、德国、瑞士和法国。
11―14日 上海盛禄食品有限公司分公司生产销售染色馒头事件曝光,市政府成立“问题馒头”联合调查组。市质量技监局吊销上海盛禄食品有限公司分公司食品生产许可证,市公安机关依法刑事拘留叶维禄等5名犯罪嫌疑人。
15日 市人大常委会主任刘云耕率部分在沪全国人大代表赴云南西双版纳考察调研。
17日 乌克兰总理尼古拉阿扎罗夫访问上海。
19 ―28 日 第十四届上海国际汽车工业展览会在上海新国际博览中心举行。
22日 国内首次设计和建造的最新一代三维地震物探船―“海洋石油720”由中国船舶工业集团公司上海船厂完工交付。
23―29日 第十八届上海国际茶文化旅游节举行。
24日 新疆维吾尔自治区党政代表团在上海考察。
25日 上海合作组织成员国军队总参谋长会议在上海举行。与会六方代表团团长共同签署《上海合作组织成员国军队总参谋长会议纪要》。
27日 上海市2010年度科技奖励大会在上海展览中心举行。2010年度上海市科学技术奖授奖298项(人)。
28日―5月20日 第二十八届上海之春国际音乐节举行。
29日 超大规模的12英寸集成电路芯片生产线在上海华力微电子有限公司建成投用。
同日 《中国2010年上海世博会论坛文集》首发,中国2010年上海世博会官方电影《上海,2010》首映。
同日 上海市五一劳动奖状(章)表彰暨创先争优劳动竞赛推进大会在上海展览中心召开。大会表彰获得全国五一劳动奖状、奖章的10个集体和51名个人,39个全国工人先锋号；获得上海市五一劳动奖状、奖章的50个集体和100名个人,234个上海工人先锋号；6个“十一五”时期全国社会主义劳动竞赛先进集体,5个“十一五”时期全国社会主义劳动竞赛先进组织 单 位 ,150个“十 一 五”时 期 上 海市社会主义劳动竞赛先进集体,50个“十一五”时期上海市社会主义劳动竞赛先进组织单位。
30日―5月1日 议长贝尔纳阿夸耶率法国国民议会代表团访问上海。
5月
1日 即日起,《上海市终身教育促进条例》《上海市职工代表大会条例》《上海市基本医疗保险监督管理办法》实施。
3日 市统计局发布第六次全国人口普查上海市主要数据公报。
5―9日 市政协主席冯国勤率上海市政协考察团赴广西壮族自治区学习考察。
6日 浦东新区战略性新兴产业项目集中开工仪式举行。欧姆龙控制电器、松下等离子显示器等55个项目集中开工建设,投资总额合计超过200亿元。
同日 中宣部、国家发展改革委、解放军总政治部和四川省委联合组织的汶川特大地震抗震救灾和恢复重建先进事迹报告团报告会在上海展览中心友谊会堂举行。
10日 即日起,上海市下调贷款道路通行费征收标准。
13日 红色的起点、永远的丰碑―上海市纪念中国共产党成立90周年系列活动启动仪式在上海城市剧院举行。
15日 即日起,《上海市养犬管理条例》实施。
17日 《中共上海市委、上海市人民政府贯彻〈中共中央、国务院关于深化医药卫生体制改革的意见〉的实施意见》和《上海市深化医药卫生体制改革近期重点实施方案》公布。
17―18日 巴基斯坦总理赛义德优素福拉扎吉拉尼访问上海。
17―18日 欧 洲 理 事 会 主 席 赫 尔曼范龙佩访问上海。
18日 长江口深水航道治理三期工程在上海通过国家竣工验收。历经40年研究和13年建设,全长92.2公里、底宽350～400米、水深12.5米的长江口深水航道正式投入运行。
同日 即日起,《上海市实施〈地方志工作条例〉办法》施行。
19―21日 以“新时期的金融体系及其宏观管理”为主题的2011年陆家嘴论坛举行。
20日 国务院批复同意撤销上海市黄浦区和卢湾区,设立新的黄浦区,以原黄浦区和卢湾区的行政区域为新黄浦区行政区域。
23日 市政府食品安全工作的议事协调机构―上海市食品安全委员会成立。
24―25日 中共中央政治局常委、中央纪委书记贺国强在上海调研。
25日 “廉洁办世博、廉洁办亚运”总结大会在上海举行。中共中央政治局常委、中央纪委书记贺国强出席大会并讲话。
26日―6月1日 市政协主席冯国勤率团访问意大利、克罗地亚、西班牙。
6月
3日 中共江苏省委书记、省人大常委会主任罗志军,省委副书记、省长李学勇率江苏省党政代表团访问上海。
6―10日 第十七届上海电视节举行。
8日 中共上海市委、市政府举行撤黄浦区、卢湾区建制,建立新的黄浦区工作大会。
同日 世界最大的河口江心水库―青草沙水源地全面建成通水。通水仪式上午举行。
10日 国务院上海市静安区胶州路公寓大楼“1115”特别重大火灾事故调查组公布“1115”特别重大火灾事故处理决定。26名事故主要责任人员被司法机关采取司法措施,28名相关责任人员受党纪、政纪处分。
11―12日 中共山西省委书记、省人大常委会主任袁纯清,省委副书记、省长王君率山西省党政代表团访问上海。
11―19日 第十四届上海国际电影节举行。
12―23日 市人大常委会主任刘云耕率上海市代表团访问瑞典哥德堡市、波兰滨海省、匈牙利布达佩斯市。
15―16日 巴巴多斯总理弗罗因德尔斯图尔特访问上海。
16―22日 第 二 届 中 国 聂 耳 音 乐(合唱)周在上海举行。中国聂耳音乐(合唱)周每2年举办1次。首届中国聂耳音乐(合唱)周于2009年6月在北京人民大会堂举行。
16日 ―7月15日 “我 们 共 产 党人―上海市纪念中国共产党成立90周年大型主题展览”在上海展览中心向公众免费展出。
24日 中国共产党第四次全国代表大会纪念馆在四川北路绿地公园开工建设。
27日 市政府常务会议决定从2011年夏季开始,市财政直接补贴“夏淡”绿叶菜种植,补贴标准从原先每亩80元追加至每亩150元,补贴范围扩大至新增绿叶菜生产面积。
28―30日 斯 洛 文 尼 亚 议 长 帕 维尔甘塔尔访问上海。
29日 上海市庆祝中国共产党成立90周年大会在上海世博中心举行。
30日 上海市庆祝中国共产党成立90周年大型歌会在上海世博文化中心举行。歌会分“开天辟地见曙光”“我们走在大路上”“改革开放新华章”3个篇章。
同日 京沪高速铁路正式通车运营。京沪高速铁路自北京南站至上海虹桥站,全长1318公里,途经北京、天津、河北、山东、安徽、江苏、上海7个省市,沿途24个站,最短行车时间为4小时48分钟。
7月
1日 即日起,在上海市就业的外来从业人员和郊区用人单位从业人员,纳入上海市城镇职工社会保险范围；养老保险、医疗保险、失业保险、工伤保险、生育保险政策有调整。
同日 上海世博会电子动态版《清明上河图》在台北市展出。市政协主席冯国勤率上海市访问团出席开幕式。